# Фризы
Фри́зы (з.-фриз. Friezen, с.-фриз. Fresken, в.-фриз. Fräisen) — германоязычный народ, национальное меньшинство, проживающее на территории современных Нидерландов и Германии.
История первого упоминания уходит корнями к I веку до нашей эры. Общая численность — около 420 тыс. чел. (400 тыс. чел. в Нидерландах и 20 тыс. чел. в Германии). Национальный язык — фризский.

## Этноним
Этноним фризы, предположительно, возводится к древнегерманским словам «храбрый», «мужественный», либо к Frese, Fries — «край», «берег» (то есть буквально «береговые жители»). Римские источники обозначают проживающих такими словами, как Frisii, Frisiavones, Frisiones.

## Антропология
Фризы как этнос являются довольно однородными в антропологическом отношении. Многие учёные, в том числе и Шахотина-Мордвинцева, рассматривают их как одно из древнегерманских племён. Из этого можно предположить, что фризы обладали общими чертами, характерными для всех древних германцев:
- блондины и шатены преобладают над брюнетами;
- светлые глаза встречаются чаще, чем тёмные;
- повышенный рост бровей и бороды;
- высокое и стройное телосложение[3];
- черепная коробка отличается от черепной коробки датчан и представителей северных народностей;
- свод умеренно высокий, а черепной указатель находится на границе долихо- и мезоцефалии;
- лоб относительно прямой, надбровные дуги больше, мышечные отметки более чётко выражены, черепная основа шире, лицо длиннее и немного шире[4].

## Язык
Существует три разновидности фризского языка: западнофризский, восточнофризский и северофризский языки. Некоторые лингвисты считают эти три разновидности диалектами одного фризского языка, в то время как другие считают их тремя отдельными языками. Западнофризский находится под сильным влиянием голландского языка. Восточнофризский находится под влиянием немецкого языка, с незначительной долей влияния датского. Северофризский язык вообще разделяется на несколько сильно различающихся между собой диалектов. Это разнообразие явилось следствием непрерывных сношений с соседствующими племенами, будь то военные союзы, торговля или браки. Фризский язык существует уже более 2000 лет. Генетически фризские диалекты наиболее тесно связаны с английским языком. Однако разного рода исторические события привели к расхождению английского и фризского языков, в то время как произошло сближение с голландским. Тем не менее, древнефризский был очень похож на древнеанглийский. Фризский язык — официально признанный и охраняемый законом в качестве языка меньшинств в Нидерландах и Германии. В первом случае он вообще является вторым государственным языком, после голландского. В 2005 году были получены официальные международные языковые коды (ISO) в стандарте ISO 639-3:
- Западнофризский — fry (от 16.11.2005 г.);
- Восточнофризский — frs (от 16.11. 2005 г.);
- Северофризский — frr (от 08.11. 2005 г.)[6].

Литературный фризский язык во многом был создан благодаря усилиям писателя, поэта, учителя — Гисберта Япикса. Именно он начал писать на этом языке стихи, введя тем самым эталон фризского литературного языка. После него, Johannes Hilarides начал работу над упрощением грамматики и тем самым заложил основы для разговорного фризского языка. Пожалуй, наиболее значимой фигурой в распространении фризского языка был Dr. Justus Hiddes Halbertsma (1789−1869), который перевёл многие произведения на фризский язык. Среди них наиболее значимый — Новый Завет (Nije Testamint). Взяв за ориентир бытовой фризский язык, он сосредоточился на переводе текстов пьес и песен, с целью обучения и распространения языка в народе. Именно его усилия дали толчок процессу сохранения фризского языка, который продолжается и в наше время.

## Антропонимика
Список распространённых мужских и женских имён фризского происхождения:
| Мужские имена | Значение                  | Женские имена | Значение                               | Унисекс имена | Значение          |
| ------------- | ------------------------- | ------------- | -------------------------------------- | ------------- | ----------------- |
| Abich         | «знатный»                 | Aga           | «меч»                                  | Ailke         | «меч»             |
| Alte          | «старший», «взрослый»     | Aukje         | «эльф»                                 | Alphie        | «эльф»            |
| Andirs        | «мужчина», «воин»         | Dieuwke       | «народ»                                | Doutzen       | «голубь/-ка»      |
| Botho         | «посланник»               | Elke          | «знатный ребёнок»                      | Gerke         | «сила в копье»    |
| Eitel         | «блестящий меч»           | Grietje       | «жемчуг»                               | Heike         | «ограждённый/-ая» |
| Friso         | «фризский»                | Gesa          | «копьё девы»                           | Jan           | «милосердный/-ая» |
| Ingel         | «яркий ангел»             | Meia          | «стойкая»                              |               |                   |
| Olbert        | «богат своим наследством» | Mette         | «место собрания»                       |               |                   |
| Siemen        | «слушающий»               | Silke         | «слепая», «имеющая отношение к слепым» |               |                   |
| Ulfert        | «защитник наследия»       | Ursel         | «медвежонок»                           |               |                   |
| Waldo         | «правящий»                | Walda         | «правящая»                             |               |                   |
| Yvo           | «тис»                     | Yfke          | «тис»                                  |               |                   |

## Религия
Преобладающей формой религии во времена заселения территорий, которые занимали фризы, был культ племенных богов-покровителей и племенных святынь. К последним следует отнести священные рощи и овраги, о которых многократно упоминают римские авторы. В таких местах происходили не только общественные жертвоприношения и различные обряды, но и собирались сходки и решались общеплеменные дела. Римские историки упоминают Бадугенну — богиню фризов.
В период раннего средневековья христианство с помощью мирных договоров, торговых связей, смешанных династических браков, практики заложничества постепенно проникало из христианских государств (Меровингское королевство) на языческие земли — во Фризию, Скандинавию. Попытка Виллиброрда распространить христианство далее на восток, во Фризию и Данию, не принесла успеха. Напротив, миссионеры подвергались нападениям и постоянной угрозе убийства. Сопротивляясь христианизации, фризы захватывали послов, миссионеров и иных противников язычества. Зачастую их судьба решалась с помощью жребия, где финалом могло быть жертвоприношение представителей чужой для фризов веры.
После смерти Пипина Геристальского (714) король фризов Радбод, с целью обретения независимости, начал войну с франками и вернул захваченные ими территории Фризии под свой контроль. Всё это привело к упадку христианской веры и к восстановлению язычества в этой области. По мере восстановления франкского доминирования во Фризии христианизация продолжалась и в VIII столетии. В 734 году майордом Карл Мартелл совершил поход на восток Фризии, где в сражении на реке Борн разгромил войско фризов и разрушил их языческие святилища. В 754 году Бонифаций в рамках христианской миссии приступил к крещению населения на востоке Фризии, однако был убит фризскими разбойниками во время нападения.
В восточные области Фризии, где проповедовал епископ Людгер, около 784 года вторглись язычники-саксы, в результате их набега все церкви в этой части Фризии были сожжены, многие христиане либо бежали, либо обратились в язычество. В дальнейшем, по мере углубления христианизации населения, влияние язычества искоренялось в течение 300 лет, с VIII до конца X века.
В XVI веке во Фрисландии становится популярным движение анабаптистов. Из города Эмден в восточной Фрисландии это движение перекинулось в провинцию Голландия. Анабаптисты проповедовали идею о том, что надвигается Второе пришествие Иисуса Христа и вскоре будет установлено Царство Божье. На одном из этапов развития этого движения к нему примкнул Менно Симонс, который родился во фризском посёлке Витмарсюм около 1496 года. Впоследствии он издал работу «Размышления над 24-м псалмом», отрёкся от католичества и собрал вокруг себя единомышленников. Новое религиозное течение получило название меннонитство.
В наше время в провинции представлены католики, протестанты (в 1908 году была основана Kristlik Frysk Selskip, которая ведёт религиозные церемонии на фризском языке) и прочие.

## Традиционная культура
Обычаи фризов, игры, развлечения довольно разнообразны. Среди них особо популярным является катание на коньках. В Нидерландах фризы пользуются славой умелых конькобежцев. Археологи находят коньки при раскопках относящихся к VIII—X вв.
Традиционная одежда фризов сохранилась лишь у сельских женщин. Её используют в качестве праздничной, однако в наше время её вытесняет обычная повседневная одежда. Фольклорная одежда фризских женщин состоит из трёх коротких юбок: нижней (светлой, хлопчатобумажной), средней (шерстяной, полосатой), верхней (тёмной, шерстяной). Верх состоит из тёмной кофты с короткими и очень узкими рукавами, имеет глубокий вырез спереди, в который видна характерная для фризской одежды белая манишка (onderste). Головной убор — это чёрный чепчик, плотно облегающий голову, металлическая каска, состоящая из двух полукруглых пластинок, соединённых узким обручем. Поверх этого надевается кружевной или тюлевый чепец.
Произведения устного народного творчества представлены легендами о происхождении фризского народа, сказаниями о военных походах и борьбе с войсками Карла Великого, любви к свободе. На протяжении многих веков устное творчество фризов развивалось достаточно активно. Источники фризского права дают определённое понятие о поэзии и литературе времён XI—XVI веков. После XVI века распространение получил голландский язык, который, после включения сеньории Фрисландия в состав Нидерландов по Утрехтской унии (1579), стал доминирующим в бытовой и литературной сфере. В это же время фризский язык утрачивает позиции как язык права. Историческую ценность приобрели стихотворения Р. Богермана (1470—1556). Следующий этап в истории фризской культуры характеризуется творчеством Г. Япикса (1603—1666). Самым видным является сборник зарисовок «Фризская поэзия» (1688). В XVIII веке приобрёл популярность жанр комедии, сопоставление и высмеивание городской и сельской жизни. В это время трудились такие драматурги, как Э. Мейндертс (1732—1810), Ф. ван дер Плуг (1736—1790), а также поэты Я. Альтхёйзен (1715—1763) и Д. Лениге (1722—1798). В XIX веке свой вклад внёс поэт-романист Х. Ситстра (1817—1862), который создал в 1844 году общество защиты и развития фризской культуры «Общество фризского языка и литературы». Недовольство локальным характером фризской литературы привело к тому, что на рубеже XX века были сделаны шаги по популяризации фризской культуры за границами Фрисландии и её взаимодействии с мировой литературой. В 1915 году возникло «Молодое фризское общество» под руководством Д. Кальма (1896—1953), выпускался журнал «Frisia» (1917—1936). Именно Д. Кальм перевёл все произведения Уильяма Шекспира на фризский язык. Бытовую жизнь народа отобразили в своих произведениях прозаик Р. Брольсма (1882—1953), романист С. Клостерман (1878—1938), прозаик Н. Хайсма (1907—1943). На фризский язык было переведено множество произведений русской литературы (Н. В. Гоголь, Ф. М. Достоевский, А. П. Чехов).
Фризы прославились как искусные гравировщики и мастера по резьбе. Рельефные орнаменты выполняются с помощью чеканки и перфорирования. На знаменитых ранних узорах, выполненных чеканкой — изображения зверей, геометрических орнаментов, поверх которых накладывалась тонкая пластинка из серебра или бронзы.
Голландцы первыми в Европе доставили листья чая на материк. От них традицию чаепития переняли и жители Фрисландии, которые будучи прекрасными мореплавателями, входили в состав многих экспедиций. Их чайная церемония имеет более чем 300-летнюю историю. Фридрих II, король Пруссии, издал указ от 20 мая 1777 года, в котором чай был запрещён на всей территории Пруссии. Эти ограничения коснулись и фризов. Однако, запрет продержался недолго — спустя два года он был отменён. Традиционный чай фризов имел название «смесь восточных фризов», его основным компонентом был листовой чай из индийской провинции Ассам. Рецепт приготовления состоит в том, что в чашку опускают кубик сахара, заливают чай и добавляют сливки. Суть в том, чтобы не перемешивать компоненты.

## Этническая история
Племена, которые впоследствии обрели название фризы «frisii» появились на побережье Северного моря около IV века до н. э. Изначально, они занимали территории от Флевонского озера (согласно римским историкам — Lacus Flevo) вплоть до реки Эмс. Около I века н. э. они распространились на запад, заняв земли, известные как Фрисландия, а также частично Северную и Южную Голландию, Гелдерланд, Утрехт и Зеландию. К I веку нашей эры они стали оседлыми, занимаясь скотоводством, земледелием и рыбной ловлей.
В конце I веке  н.э. германцы могли быть разделены реками на три группы:
- западные, к ней принадлежали:
  - ингевоны (фризы[18], хавки, саксы, англы);
  - гермионы (свевы, лангобарды, херуски, маркоманны и квады);
  - истевоны (хатты, гессенцы, убии, батавы, сигамбры и другие);
- восточные;
- северные[18].

С этого времени и вплоть до V века фризы находились в постоянных военных конфликтах с Римской империей. В этот отрезок времени ими было создано довольно обширное государство — Frisia magna, протянувшееся по побережью Северного моря от реки Синкфал до реки Везер. Они были столь могущественны, что картографы тех времён Северное море именовали Фризским океаном.
Около V века с территории фризов были изгнаны римские легионы, однако именно в этот период произошло вторжение англов и саксов. Фризы участвовали в англосаксонском завоевании Британии. Постепенно фризские владения стали переходить к франкам и к 785 году их территория была окончательно присоединена к империи Каролингов, а фризы насильно обращались в христианство. В это время, по прямому распоряжению Карла Великого, были записаны фризские законы (на латинском языке), которые существовали до тех пор в устной форме. Во «Фризской правде» (802) были отображены особенности общественного строя фризов того времени. После распада Франкской империи территория Фрисландии согласно Верденскому договору 843 года вместе с другими землями вошла в состав Лотарингии. Впоследствии её территории были переданы Восточно-Франкскому королевству и стали частью Священной Римской империи.
Проповедь христианства среди фризов началась издавна; особенно ей посвятил все свои силы святой Виллиброд, епископ утрехтский; но фризы были упорны в своей преданности языческим богам. Благодаря природным условиям, у фризов рано появились торговые сношения с другими народами; они были первым на континенте торговым германским племенем, коммерческих представителей которого можно было встретить и в Базеле, и в Сен-Дени, и служили таким образом главной связью между северными германцами и французами.
Ежегодно происходило торжественное собрание представителей всех фризов у «судебного дерева» (Упстальсбум). Ни войны, которые Альбрехт Голландский вёл против фризов в 1396–1399 годах, ни усилия Филиппа Бургундского не смогли привести к окончательному подчинению фризов и в 1457 году император Фридрих III признал непосредственную зависимость Фрисландии от Священной Римской империи (Фризская свобода). В 1430 году был создан Свободный союз семи восточнофризских земель. Лишь в 1498 году, когда император Максимилиан назначил герцога Альбрехта Саксонского имперским наместником Фрисландии, тот жестоко подавил последнюю попытку фризов отстоять свою независимость. Восточная Фрисландия была присоединена к Пруссии только в 1744 году.
В XII—XIII веках земли фризов постигали катастрофические наводнения.
В конце XV — начале XVI веков в Зеландии, Голландии, Утрехте и других северных землях происходит процесс становления нидерландского государства и нации, в которую вошли и фризы. В 1581 году в ходе Нидерландской революции возникла Республика Соединённых провинций. Изначально, Фрисландия имела в её составе автономный статус, сохраняя свои привилегии и национальную культуру. К примеру, в 1585 году в Франекере был открыт Фризский университет, ставший влиятельным центром науки и культуры. Однако языком государственных структур, судопроизводства, обучения в школах стал голландский. Положение ухудшилось в связи с французской оккупацией и установлением французского управления 1759—1813 годов. Наполеон I Бонапарт ликвидировал Республику Соединённых провинций и вместо неё учредил Батавскую Республику, которая по своей сути исключала автономии и отдельные права для провинций. После свержения Наполеона Бонапарта, по решению Венского конгресса (1814—1815), было образовано Нидерландское королевство, куда была включена и Фрисландия. Несмотря на то, что основным центром законодательной и исполнительной власти была провинция Голландия, это не помешало установлению двуязычного статуса во Фрисландии.
Начало XIX века ознаменовалось пробуждением национального сознания фризов, общим повышением интереса к национальному прошлому, возникновением различных организаций за сохранение фризского языка и культурного наследия. Ввиду различного рода событий, которыми был насыщен этот период, лишь в 1930-х годах правительство Нидерландов рассмотрело вопрос о предоставлении фризскому языку особого статуса. С 1937 года было разрешено преподавание на фризском языке в старших классах в школах Фрисландии. В 1938 году была открыта Фризская академия.
В годы Второй мировой войны Нидерланды были оккупированы Германией, фризская, равно как и голландская, культурная и научная деятельность была прекращена. Лишь после освобождения страны позиции фризского языка постепенно начали восстанавливаться, и этот процесс продолжается и в наше время.

## Интересные факты
С Фрисландией и фризами связана история приручения лошади, которая получила название — фриз (или фризская лошадь). Известно, что во времена завоевательных походов Вильгельм I Завоеватель, как впрочем и многие другие монархи, использовал лошадей именно этой породы. Также фризами называется и оброслость на ногах у лошадей.
Фризы, жившие на берегу Северного моря, насыпали искусственные холмы (терпы) для защиты от наводнений себя и своего хозяйства. На их вершинах строились дома и хозяйственные постройки. Терпы сооружались до X века, в X—XI веках фризы соорудили земляные дамбы вдоль побережья, и первоначальное значение терпов отпало. Жизнь фризов на индивидуальных терпах, индивидуальное владение скотом при обилии пастбищ создали предпосылки для формирования особой терпеновой культуры, характеризовавшейся крайним индивидуализмом.